# Ophioconis acanthophora
Ophioconis acanthophora is een slangster uit de familie Ophiodermatidae.
De wetenschappelijke naam van de soort werd in 1942 gepubliceerd door Murakami.